# Monizam
Monizam je metafizički ili filozofski stav koji sve pojave svodi na jedan jedinstveni duhovni ili materijalni princip po kojem je svijet ono apsolutno razumljivo samo po sebi i objašnjava se samim sobom, za razliku od dualizma i pluralizma koji prihvaćaju dva ili više temeljnih principa. 
Nazvan prema grčkoj riječi monos, što znači jedan. Da je bitak (srž, ono što nas čini i ispunjava) samo jedan. Kod Platona je bitak ideja.